# Bruce Shand
Bruce Shand (né Bruce Middleton Hope Shand), né le 22 janvier 1917 et mort le 11 juin 2006, est un officier de l'armée britannique. Il est le père de Camilla, reine consort du Royaume-Uni depuis 2022 en tant qu'épouse du roi Charles III.

## Biographie
Shand est né à Londres, au Royaume-Uni, de Philip Morton Shand (1888-1960), écrivain et critique d'architecture — mais également un ami proche de Walter Gropius et Le Corbusier — dont la société, Finmar, était spécialisé dans l'importation de meubles en Grande-Bretagne. Sa mère se nomme Edith Marguerite Harrington (1893-1981) et, plus tard, Mme Charles Tippet. Les parents de Bruce Shand divorcent lorsqu'il a trois ans. Il ne revoit son père qu'à l'âge de 18 ans. Une de ses deux demi-sœurs est Elspeth Howe, baronne Howe d'Idlicote, épouse de Lord Howe, ancien vice-Premier ministre du Royaume-Uni.
La mère de Shand se remarie avec Herbert Charles Tippet, un concepteur de terrains de golf. Contrairement à ce que rapporte la presse, le jeune Shand n'a pas été abandonné par sa mère et son beau-père, mais a vécu avec eux à Westbury, Long Island à New York, en 1921, un passage de sa vie qu'il omet de son autobiographie, donnant une fausse impression d'abandon. Après une visite en Angleterre en juin 1923, Bruce et sa mère retournent aux États-Unis en septembre 1923, cette fois dans l'intention de garder la citoyenneté américaine. À son retour en Grande-Bretagne, Shand commence son éducation organisée et payée par ses grands-parents. Sa mère et son beau-père retournent en Grande-Bretagne en 1927, puis emménagent en Irlande dans les années 1930. Son beau-père décède à Rye en 1947, et sa mère à Cooden Beach, dans le Sussex, en 1981,.
Shand est envoyé en France pour y apprendre le français. Il est instruit à la Rugby School et au collège royal militaire de Sandhurst, puis devient sous-lieutenant le 28 janvier 1937. Il devient le chef de troupe de l'escadron « A ». Ses centres d'intérêt incluent la chasse aux renards et le polo.
Shand fut Deputy Lieutenant du Sussex et Vice Lord Lieutenant du Sussex de l'Est de 1974 à 1992.

## Fin de vie et décès
En 1994, sa femme meurt d'ostéoporose à 72 ans. Il succombe à son tour, le 11 juin 2006, à 89 ans d'un cancer. Après un service funèbre à l'église Holy Trinity Stourpaine le 16 juin, son corps est incinéré.